# Infinix Mobile
Infinix Mobile — компанія в галузі виробництва смартфонів зі штаб-квартирою в Китаї, заснована у 2013 році компанією Transsion Holdings. Її телефони виробляються в кількох країнах, включаючи Францію, Індію, Індонезію, Південну Корею, Китай, Пакистан та Єгипет. У компанії є центри досліджень та розробки у Франції та Кореї, а дизайн їхніх телефонів розробляється у Франції. Infinix Mobile доступний в Азії та приблизно в 30 країнах Близького Сходу, Африки і також у Сполучених Штатах. Крім того, компанія була першою маркою смартфонів, що виробляла свою продукцію в Пакистані.

## Історія
У 2013 році було засновано компанію Infinix Mobile як виробника смартфонів.
У 2017 році компанія побачила зростання своєї частки на ринку в Єгипті, зайнявши позицію третього найбільшого бренду після Samsung та Huawei.
Infinix також був спонсором індійської команди Indian Super League Mumbai City FC протягом сезону 2017—2018.
8 травня 2018 року Infinix Mobile Nigeria уклала угоду про ендорсмент з музикантом Давідом Адеджі Аделеє, відомим також як Давідо, для того, щоб він став послом бренду в Нігерії.
У червні 2020 року Infinix Mobility представила свою першу лінійку смарттелевізорів на нігерійському ринку електроніки.
У квітні 2022 року Infinix Nigeria оголосила про участь зірки реаліті-шоу, інфлюенсера та танцівниці Розелін Афідже (Лікороуз) як нового обличчя та посланця бренду для серії смартфонів Hot через свої соціальні медіаплатформи.

## Продукти
Список мобільних телефонів Infinix:

### Серія Zero
- Infinix Zero 4
- Infinix Zero 4 Plus
- Infinix Zero 5G
- Infinix Zero 5
- Infinix Zero 5 Pro
- Infinix Zero 6
- Infinix Zero 6 Pro
- Infinix Zero 8
- Infinix Zero 8i
- Infinix Zero 9
- Infinix Zero X Pro
- Infinix Zero X
- Infinix Zero X Neo
- Infinix Zero 20
- Infinix Zero 2023

### Серія Note
- Infinix Note 12 VIP
- Infinix Note 12 Pro
- Infinix Note 12 (2023)
- Infinix Note 12i 2022
- Infinix Note 12 G96
- Infinix Note 12
- Infinix Note 11 Pro
- Infinix Note 11i
- Infinix Note 11s
- Infinix Note 11
- Infinix Note 10 Pro NFC
- Infinix Note 10 Pro
- Infinix Note 10
- Infinix Note 7
- Infinix Note 7 Lite
- Infinix Note 9
- Infinix Note 8i
- Infinix Note 8
- Infinix Note 6
- Infinix Note 5 Stylus
- Infinix Note 5
- Infinix Note 4 Pro
- Infinix Note 4
- Infinix Note 3 Pro
- Infinix Note 3

### Серія Hot
- Infinix Hot 11 Play
- Infinix Note 11 Pro
- Infinix Hot 11s
- Infinix Hot 11
- Infinix Hot S
- Infinix Hot Note
- Infinix Hot 12 Play
- Infinix Hot 10
- Infinix Hot 10 Lite
- Infinix Hot 10i
- Infinix Hot 10T
- Infinix Hot 10s NFC
- Infinix Hot 10s
- Infinix Hot 10 Play
- Infinix Hot 8
- Infinix Hot 5 Lite
- Infinix Hot 5
- Infinix Hot 4 Pro
- Infinix Hot 4
- Infinix Hot 20 Play
- Infinix Hot 20s
- Infinix Hot 20 5G
- Infinix Hot 20i
- Infinix Hot 30
- Infinix Hot 30i
- Infinix Hot 20

### Серія Smart
- Infinix Smart 5 Pro
- Infinix Smart 6
- Infinix Smart 5 (India)
- Infinix Smart HD 2021
- Infinix Smart 5
- Infinix Hot 9 Play
- Infinix Hot 9 Pro
- Infinix Hot 9
- Infinix S5 Pro
- Infinix S5 Lite
- Infinix Smart 4
- Infinix Smart 4c
- Infinix Hot 8 Lite
- Infinix S5
- Infinix Hot 8
- Infinix Smart 3 Plus
- Infinix S4
- Infinix Hot 7 Pro
- Infinix Hot 7
- Infinix Smart 2 HD
- Infinix Hot 6X
- Infinix S3X
- Infinix Hot 6
- Infinix Smart 2 Pro
- Infinix Smart 2
- Infinix Hot 6 Pro
- Infinix Hot S3
- Infinix S2 Pro
- Infinix Inbook lXI
- Infinix Inbook XI Slim